# Comunitat de municipis del País de Bourbriac
La Comunitat de municipis del País de Bourbriac (en bretó Kumuniezh kumunioù Bro Boulvriag) és una antiga estructura intercomunal francesa, situada al departament de les Costes d'Armor a la regió Bretanya, al País de Guingamp. Tenia una extensió de 218 kilòmetres quadrats i una població de 6.074 habitants (2006).

## Composició
Agrupa 10 comunes :
1. Bourbriac
2. Coadout
3. Kerien
4. Kerpert
5. Magoar
6. Moustéru
7. Plésidy
8. Pont-Melvez
9. Saint-Adrien
10. Senven-Léhart